# Ferkovics József
Ferkovics József (névváltozat: Ferkovits József; Letenye, 1961. április 17.–) roma származású magyar grafikus és festő.

## Életútja
Születésekor szülei elváltak, így állami gondozásba került. Rajzkészsége korán megmutatkozott, a körötte zajló eseményeket, televíziós élményeit mind lerajzolta. Tanárai is felfigyeltek rajzaira, benevezték munkáit a gyermekeknek kiírt pályázatokra, gyakran a legjobbak közé került. 1974-ben egy japán rajzversenyre beküldött képe második helyezést ért el. Az iskolában a történelem, az irodalom és a filozófia érdekelte, ezekből a tárgyakból nagyon jól teljesített. Tanárai nem javasolták képzőművészeti szakközépiskolába, gyenge fizikuma ellenére elküldték a komlói szakmunkásképzőbe vájár tanulónak, azonban ő a szakmunkásképző mellett gyarapította grafikai tudását Pécsett Horváth János grafikusművésznél a képző- és iparművészeti középiskolában. 18 éves kora után ismerkedett meg szüleivel, ekkor találkozott először a roma kultúrával. 1982-ben Budapestre költözött és a Képző- és Iparművészeti Főiskolán folytatott tanulmányokat, ahol mesterei Pajzs László és Fóti Ernő voltak. Három év után megszakította tanulmányait, mivel megnősült, egy ideig bányászként dolgozott, hogy eltartsa családját. 1989-ben Nagykanizsára költözött, azonban hiányzott neki a képzőművészeti alkotói munka, így éveken át tanított, rajzszakkört vezetett, gyermekeket készített fel képzőművészetből, közben a főiskolát is befejezte, grafikusi diplomát nyert. Jelenleg Szombathelyen él.

## Művészete
Mind a táj-, mind a figurális ábrázolás erőssége, festményei közt vannak jeles szakrális, szimbolikus, akt- és portré képek. Grafikái közül az 1944-es holokausztot ábrázoló grafikai sorozatai a leghíresebbek, többször is ki voltak azok állítva a Pávai utcai Holokauszt Emlékközpontban. Számos tematikus és csoportos kiállításon szerepeltek képei, Budapesten, Magyarország vidéki városaiban és külföldön, Berlinben, Londonban, Nápolyban, Pekingben és Washingtonban. Művei megtalálhatók a Roma Parlament Képtárában, a Néprajzi Múzeumban, a Magyar Művelődési Intézet gyűjteményében és magángyűjtőknél. Számos grafikáját és festményét beválogatták a 2009-es Magyar festészet című reprezentatív albumba. Köztéri falfestései is ismertek.
Művészetéről és életéről, Sárga, piros, kék - Ferkovics József útjai címmel Boros Ferenc és Rozmán László készített többszörös díjnyertes filmet. 

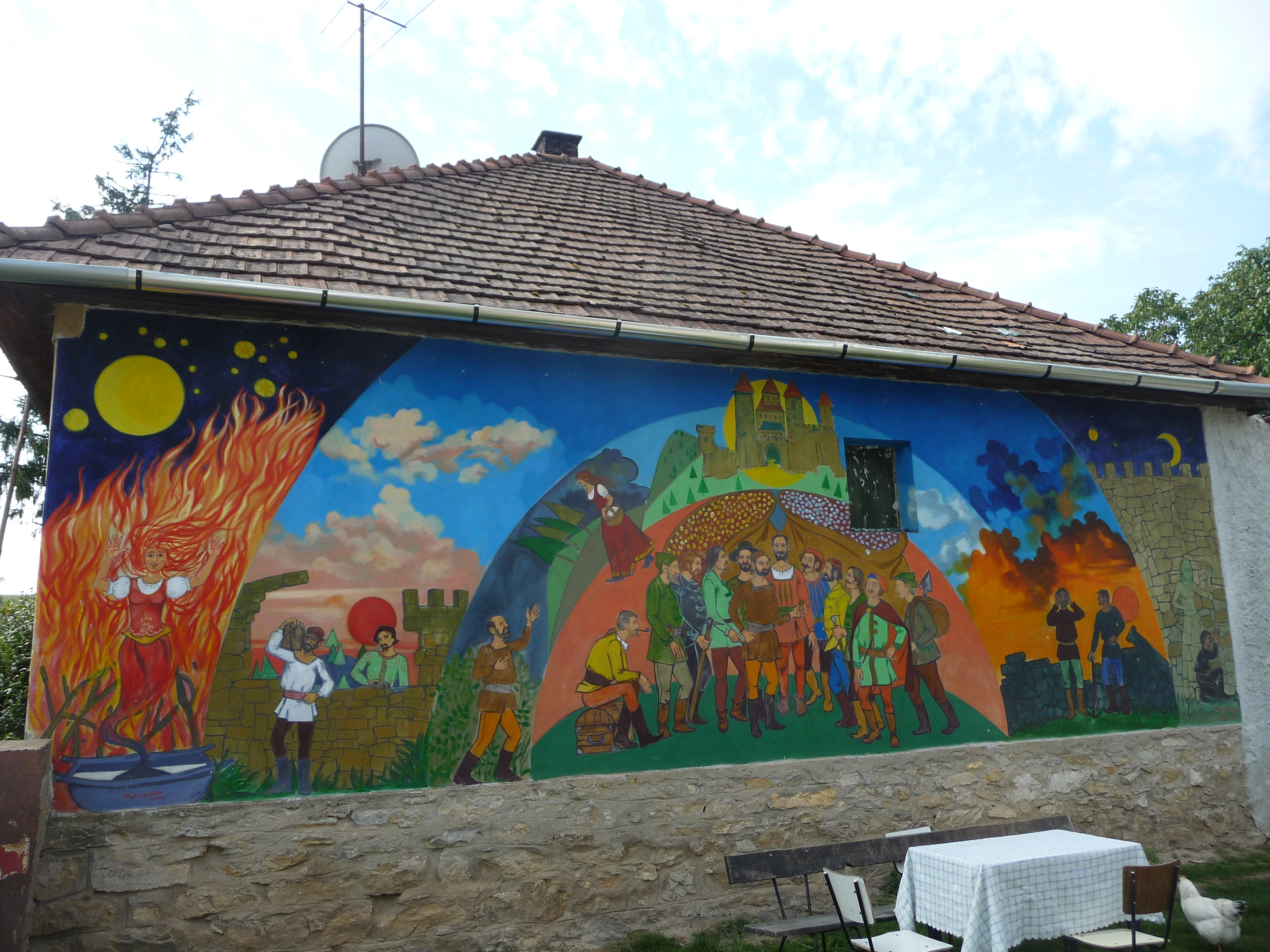
Déva vára c. secco Bodvalenkén

## Képei a 2009-es Cigány festők című albumból

### Szakrális képek
- Feszületen (tus, papír, 50x70 cm, 1994);
- Magányos Krisztus (olaj, farost, 50x70 cm, 1993);
- Látogatás (akril, farost, 116x66 cm, 2009);
- Jézus visszatér a tanítványokhoz (olaj, kasírozott vászon, 30x40 cm, 2005).

### Holokauszt grafikai sorozat
- - Lágerportré I. (olaj, kasírozott vászon, 50x50 cm, 2004);
  - Lágerportré II. (olaj, farost, 40x30 cm, 2004);
  - Remény (tus, papír, 32x40 cm, 2003);
  - Doboz, 1944 (tus, papír, 32x40 cm, 2003);
  - Reggeli vizit (tus, papír, 32x40 cm, 2003);
  - Fürdőben (tus, papír, 32x40 cm, 2003);
  - Irány a haláltábor (tus, papír, 32x40 cm, 2003);
  - Lágerszemek (tus, papír, 32x40 cm, 2003).

### Természeti képek

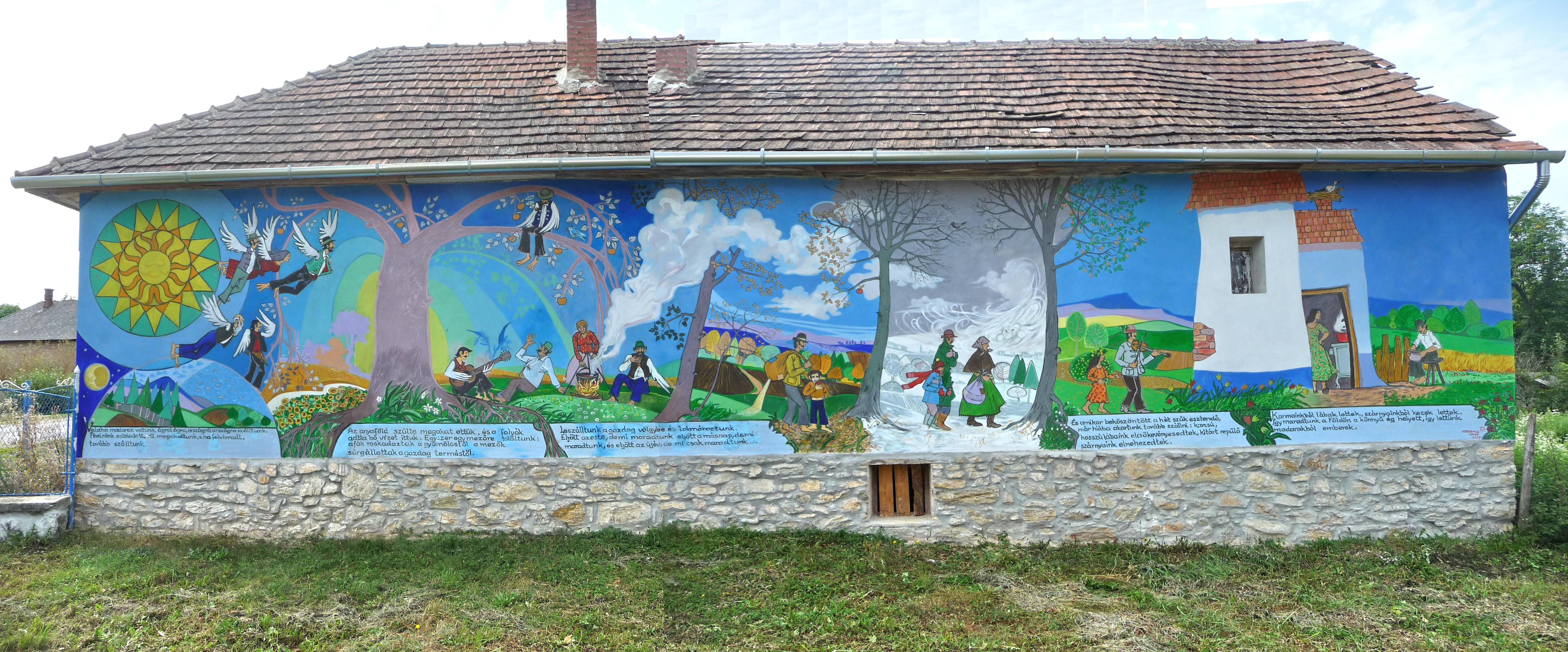
Madarak című falfestménye Bódvalenkén

- Levendula földeken (olaj, vászon, 50x44 cm, 2004).

### Portrék, aktok
- Az ifjúság dicsérete (akril, farost, 65x71 cm, 2009);
- Anya gyermekével (olaj, farost, 30x30 cm, 2003);
- Férfi piros sapkában (olaj, karton, 41x48 cm, 2007);
- Kék bársony (színes ceruza, papír, 19x22 cm, 1991);
- Akt (színes ceruza, papír, 21x29 cm, 1991);
- Női portré (pasztellkréta, papír, 51x73 cm, 1993);
- Árván (pasztellkréta, karton, 50x70 cm, 2009).

### Életképek
- Élet a telepen (olaj, farost, 50x37 cm, 2003);
- Munka nélkül (akvarell, papír, 50x70 cm, 2009);
- Hazafelé (olaj, farost, 70x75 cm, 2008).

### Csendélet
- Csendélet (olaj, kasírozott vászon, 65x60 cm, 2008).[1]

## Kiállításai (válogatás)
- 2000 • Roma képzőművészek III. Országos Kiállítása,[2][3] Roma Művelődési Intézet, Budapest;
- 2003 • Holokauszt Emlékközpont, Budapest;
- 2007 • Együttállás, Csók István Képtár, Székesfehérvár;
- 2007 • Az emlékezés színes álmai, Peking • Magyar Nemzeti Galéria, Budapest;
- 2008, 2009 • Az emlékezés színes álmai, vándorkiállítás, Szolnok • Eger • Pécs • Salgótarján • Miskolc • Szekszárd.
- 2012 • Beszélő paletták című Magyar Roma Képzőművészeti Kiállítás a Közigazgatási és Igazságügyi Minisztérium Társadalmi Felzárkózásért Felelős Államtitkársága folyosóján és irodáiban, Budapest.[4]